# Kate Spade
Kate Spade, geboren als Katherine Noel Valentine Brosnahan (Kansas City, 24 december 1962 – New York, 5 juni 2018), was een Amerikaans modeontwerpster en zakenvrouw. Ze was oprichter van het merk Kate Spade New York. Ze pleegde in juni 2018 zelfmoord.

## Erkenningen
- 1996 - America's New Fashion Talent in Accessories (Council of Fashion Designers of America (CFDA))
- 1998 - Best Accessory Designer of the Year (CFDA)
- 2004 - Giants of Design Award for Tastemaker (House Beautiful)
- 2004 - American Food and Entertaining Award for Designer of the Year (Bon Appétit)
- 2004 - Elle Decor International Design Award for Bedding (Elle Decor)
- 2017 - Entrepreneur Hall of Fame (Henry W. Bloch School of Management van de Universiteit van Missouri)
- 2017 - Most Creative People in Business (Fast Company)